# Golo Brdo, Brda
Golo Brdo este o localitate din comuna Brda, Slovenia, cu o populație de 30 de locuitori.